# Тригер (психологія)
Тригер (від англ. trigger) — подія, що викликає у людини, хворої на ПТСР, раптове повторне переживання психологічної травми, сама по собі не є страшною або травматичною. Хворі посттравматичним стресовим розладом зазвичай всіма силами уникають зустрічей з тригером, прагнучи уникнути нового нападу.
Окрім травми, термін «тригер» також використовується в інших контекстах психічного здоров'я. Тригером може бути будь-що, що активує або погіршує симптоми психічного розладу, наприклад, обсесивно-компульсивного розладу або розладу, пов'язаного з вживанням психоактивних речовин.
Наприклад, людина з ОКР типу «забруднення» може відреагувати на брудну дверну ручку і відчути сильний страх, побачивши її. Або людину з розладом вживання алкоголю може спровокувати запах алкоголю, і вона раптово почне жадати випити.

## Як формуються тригери?
Дослідження, проведене у 2004 році, показало, що наші органи чуття, такі як зір, нюх і слух, відіграють важливу роль у формуванні спогадів. Одна з теорій стверджує, що тригери, пов'язані з травмою, можуть відчуватися особливо інтенсивно, оскільки наші органи чуття нерозривно пов'язані з цим процесом.
Коли ми переживаємо травматичний досвід, наш мозок має тенденцію зберігати в пам'яті сенсорні стимули, пов'язані з цією подією. Згодом, зіткнувшись з цими сенсорними тригерами через роки, мозок може реактивувати пов'язані з ними відчуття травми. Іноді люди можуть навіть не усвідомлювати, чому вони відчувають страх або страждання.

### Приклади тригерів
- Тригери проявляються в різних формах і варіюються від людини до людини. Хоча наведений нижче список не є вичерпним, він містить кілька поширених прикладів:
- Річниця травми або втрати
- Конкретні звуки, види, запахи або смаки, що асоціюються з травмою
- Гучні голоси або крики
- Шуми, схожі за характером на ті, що виникали під час травми
- Сварки
- Насмішки або осуд
- Самотність
- Розрив стосунків
- Вплив насильницького контенту в медіа
- Сексуальні домагання або небажаний фізичний контакт
- Хвороба або травма